# Maïmouna Bah Diallo
Pour les articles homonymes, voir Maïmouna Bah et Bah.
Maïmouna Bah Diallo, née vers 1959, est une femme politique guinéenne.

## Carrière
Maïmouna Bah Diallo est ministre du Tourisme et de l'Hôtellerie au sein du gouvernement Souaré du 19 juin au 24 décembre 2008.
Elle est vice-présidente du comité des femmes de l'Union des forces démocratiques de Guinée (UFDG).
Elle est l'épouse de Cherif Bah, vice-président de l'UFDG.